# ثيوبرومين
الثيوبرومين أو التيوبرومين المعروف أيضا باسم كزانثيروز، هو شبه قلوي مر في نبات الكاكاو يوجد بالشيكولاته بالإضافة إلى العديد من الأطعمة الأخرى كأوراق شجرة الشاي وجوز الكولا. يعتبر الثيوبرومين من فئة المركبات الكميائية للميثيل كزانتين التي تضم أيضا مركبات مشابهة كالثيوفيلين والكافيين. (في الكافيين، الاختلاف الوحيد عن الثيوبرومين هو مجموعة NH في الثيوبرومين تقابلها مجموعة N-CH3).
بالرغم من تسميته، المركب لا يحتوي على البرومين – فاللفظ ثيوبرومين مشتق من كلمة ثيوبروما وهو اسم جنس من شجرة الكاكاو (مشتق من الجذور اليونانية ثيو ("الإله") وبروسي ("الطعام")، التي تعني طعام الآلهة") ويلحق مقطع ين (ine) القلوانيات ومركبات أخرى تحتوي على النيتروجين القاعدي.
الثيوبرومين مسحوق مر بلوري لا يذوب في الماء، يكون إما عديم اللون أو أبيض. له تأثير مماثل للكافيين لكن أخف مما يجعله جنيس أخف. كما أن الثيوبرومين متماكب للثيوفيلين، بارازانثين. تم تصنيف الثيوبرومين على أنه ثنائي ميثيل الزانثين الذي يعني أنه زانثين بمجموعتين من مجموعات الميثيل.
اكتشف الكيميائي الروسي ألكسندر ويسكريسينسكي الثيوبرومين أول مرة عام 1841 في حبوب الكاكاو. هيرمن إميل فيشر هو أول من قام بتخليق الثيوبرومين من الزانثين

## المصادر

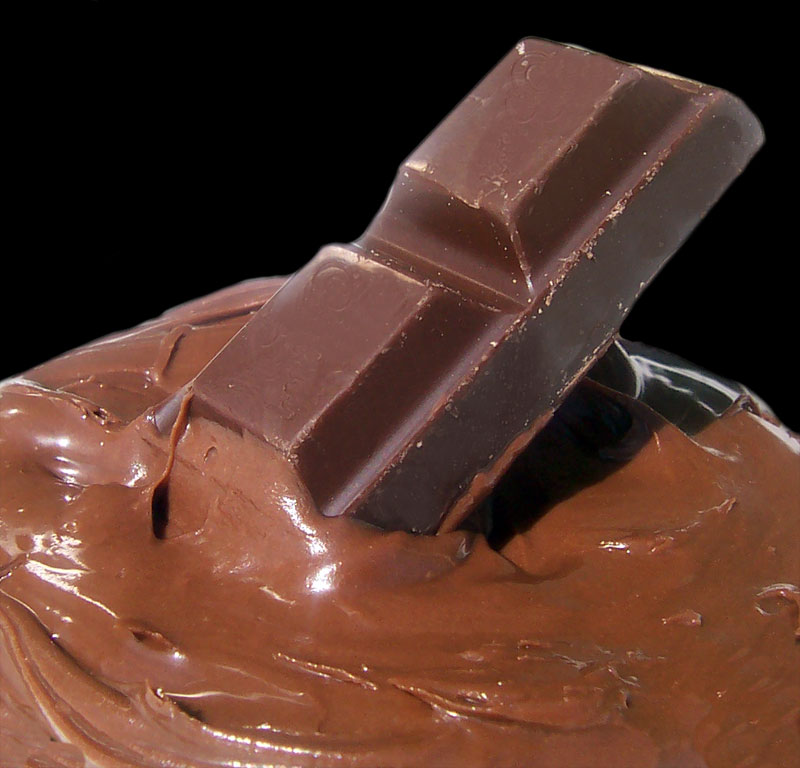
الشوكولاتة والشوكولاتة المذوبة. مصنوعة من حبات الكاكاو ،التي هي مصدر طبيعي للثيوبرومين.

## استخدامات علاجية
عقب اكتشافها في أواخر القرن 19، تم استخدامها عام 1916، حيث أوصت بها صحيفة مبادئ العلاج الطبي كعلاج للوذمة (سائل زائد في جزء من الجسم)، نوبات الذبحة الصدرية الزهرية والذبحة الصدرية التنكسية. تذكر الجريدة الأمريكة للتغذية الإكلينيكية أن مادة الثيوبرومين قد استخدمت مرة في علاج مشاكل دورانية أخرى تتضمن تصلب الشرايين، أمراض وعائية معينة، الذبحة الصدرية وارتفاع ضعط الدم.
في الطب الحديث، يستخدم الثيوبرومين كموسع للأوعية، مدر للبول (مساعد للتبول)، ومنبه قلبي. بالإضافة إلى الاستخدامات المستقبلية الممكنة للثيوبرومين في مجال الوقاية من السرطان (دراسة حصلت على براءة اختراع).
تم استخدام الثيوبرومين أيضا في تجارب العيوب الولادية للفئران والأرانب، تم ملاحظة انخفاض وزن الجنين لدى الأرانب عقب الإطعام القسري، لكن ليس بعد تعاطي آخر للثيوبرومين. لم تـُشاهد عيوب ولادية لدى الفئران.

## التركيب الدوائي
حتى دون تناول نظام غدائي محتوي على الثيوبرومين، قد يتكون الثيوبرومين في الجسم كنتيجة للأيض الإنساني للكافيين، الذي يستقلب في الكبد إلى 10% ثيوبرومين، 4% ثيوفيلين (دواء موسع للقصبات ومدر)، و80% بارازانثين.
في الكبد، يؤيض الثيوبرومين إلى زانثين وبعد ذلك إلى حمض الميثيلوريك. وإنزيمات مهمة تتضمن سيتوكروم P450 1A2 وسيتوكروم P450 2E1.
مثل مشتقات الزانثين الميثيلية الأخرى، يعتبر الثيوبرومين؛
1. مثبط فسفودايستراز[32] (إنزيم) غير انتقائي تنافسي، الذي يزيد من أحادي فسفات الاينوزين الدوراني داخل الخلايا، وينشط كيناز البروتين أ، ويثبط عامل نخر الورم – ألفا[33][34] وتخليق اللوكاتريين[35]، ويحد من الالتهابات والمناعة الطبيعية.[35]
2. مضاد غير انتقائي لمستقبلات الأدينوزين.[36]

كمثبط فسفودايستراز، يساعد الثيوبرومين على منع إنزيمات الفسفوديزتراز من تحول أدينوسين أحادي الفوسفات الدواراني النشط إلى صورة غير نشطة. يعمل أدينوزين احادي الفوسفات كالمرسال الثاني لدى العديد من الهرومونات والنواقل العصبية الضابطة لأنظمة الأيض، مثل توقف الجليكوجين. عندما يقوم مركب مثل الثيوبرومين بتثبيط تعطيل أدينوزين احادي الفوسفات الدواراني يبقى تأثير الناقل العصبي أو الهرمون الذي حفـّز إنتاج أدينوزين احادي الفوسفات الدوراني مدة أطول. تعتبر الخلاصة هي تأثير تنشيطي.

## التأثيرات

### البشرية

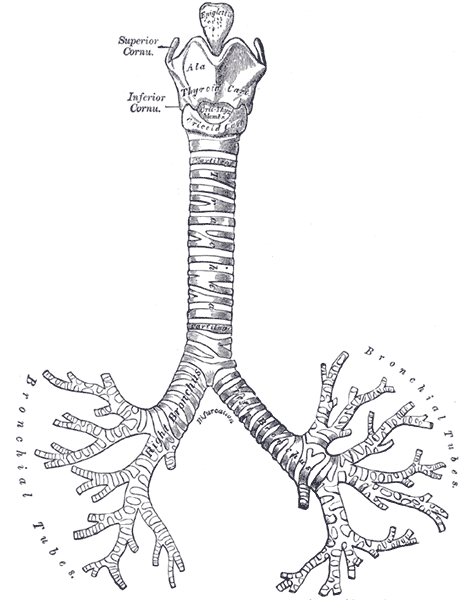
A diagram of the bronchus. The loosening of the muscles in the bronchus caused by theobromine helps alleviate the symptoms of asthma.

إن كمية الثيوبرومين الموجودة في الشيكولاتة قليلة بما يكفي بحيث أن الشيوكولاتة، عموما، يمكن للبشر أكلها بآمان. إلا أن تسمم الثيوبرومين قد ينتج عن الاستهلاك المزمن أو المفرط بكميات كبيرة، خصوصا عند كبار السن. في الحالات القصوى، قد تتطلب معالجة غرفة الطوارئ.
في حين أن الثيوبرومين والكافيين متشابهان في مرتبطان بالقلوانييات، يكون الثيوبرومين أضعف في تثبيط الفسفودايستراز النوكليوتيدات الحلقية وضادة لمستقبلة الأدينوزين. وبالتالي، يكون للثيوبرومين تأثير أقل من الكافيين على الجهاز العصبي المركزي. إلا أن الثيوبرومين ينبه القلب بصورة أكبر. بينما يكون الثيوبرومين غير مسبب للإدمان، إلا أنه ورد ذكره كسبب محتمل لإدمان الشيكولاتة. كما تم تعريف الثيوبرومين كأحد المركبات التي تشارك في دور المزعوم للشيكولاتة كونها مثيرة للرغبة الجنسية.
حيث أنه منبه لعضلة القلب كما أنه موسع للأوعية، فيهو يزيد ضربات القلب، لكنه أيضا يوسع الأوعية الدموية، مسببا انخفاض ضغط الدم. رغم ذلك، أقترح بحث/ مقال نـُشر مؤخرا أن انخفاض ضغط الدم قد يكون بسبب الفلافانولات بالإضافة إلى ذلك، يسمح تأثير الثيوبرومين الاستهلاكي باستخدامه في علاج فشل القلبي، الذي يمكن بسبب تجمع مفرط للسوائل.
توصلت دراسة تم نشرها عام 2004 من قبل جامعة لندن الملكية إلى أن الثيوبرومين لديه تأثير مضاد للسعال (مخفف للكحة) أفضل من الكوديين بقمع نشاط العصب المبهم. في الدراسة، زاد الثيوبرومين بشكل ملحوظ تركيز الكاباسين المطلوب لإحداث الكحة. مقارنة بالغـُفـْل. كما أن الثيوبرومين يساعد في معالجة الربو، حيث أنه يرخي العضلات الملساء، بما فيها عضلات الشعب الهوائية.
أظهرت دراسة تم إجراءها بين عامي 1983 و1986 ونشرت عام 1993 علاقة محتملة بين الثيوبرومين وزيادة خطر المعاناة من سرطان البروستاتا لدى رجال عند الكبار بالعمر. ولم تكن هذه العلاقة مستقيمة مع الأورام الشديدة. بينما قد تكون علاقة زائفة، فهذا معقول. فإن التعرض خلال فترة الحمل أو الرضيع إلى الثيروبرومين أظهر احتمالية إربتاطه بالمبال التحتاني وسرطان الخصية في أحد الدراسات السكانية.ببمد: 19440400.
كما مع الكافيين، يمكن الثيربرومين أن يسبب الأرق والرعاش والتململ والقلق بالإضافة إلى أنه يساهم في إدرار البول. تضم آثار جانبية إضافية مثل فقدان الشهية، الغثيان، والقيء.

### حيوانات غير البشرية
إن الحيوانات تؤيض الثيروبرومين بشكل أبطأ، مثل الكلاب، يمكنها أن تفارق الحياة اثر تسمم الثيروبرومين من 50 جم من الشيكولاتة لأجل كلب أصغر و400 جرام لكلب متوسط الحجم. أثبتت مخاطرة مماثلة للقطط أيضا، رغم أن القطط أقل عرضة لتناول الطعام الحلو، ليس لديها مستقبلات للمذاق الحلو. تعد الطيور، من ناحية أخرى، بسبب حجهم الأصغر والتؤيض الأسرع، أكثر حتى أنهم أكثر عرضة لآثارها السامة. تشتمل المضافعفات على مشاكل هضمية، الخفاف، الاستثارية، معدل قلب بطئ. تتضمن المراحل المتأخرة لتسمم الثيوبرومين نوبات شبيهة بالصرع، الموت. فإذا تم اكتشاف المرض مبكرا، فإن تسمم الثيوبرومين تمكن علاجه. مع أنه غير عادي، فإن آثار تسمم الثيوبرومين، كما وردت، يمكن أن تصبح مميتة.

### أخرى
من المعروف أن الثيوبرومين يحدث طفرات الجينات في أسفل حقيقي النواة والبكتاريا. ففي عام 1991 صدر تقرير، تم تعديله في 1997، من قبل IARC، الطفرات الجينية توجد في أعلى خلايا حقيقية النواة، خصوصا خلايا الخاص بالثديات المستنبتة، ولكن المركب لا يزال مدرج في قائمة كونه إثبات غير كافي لتصنيف السرطنة البشرية.